# Test de Ballard

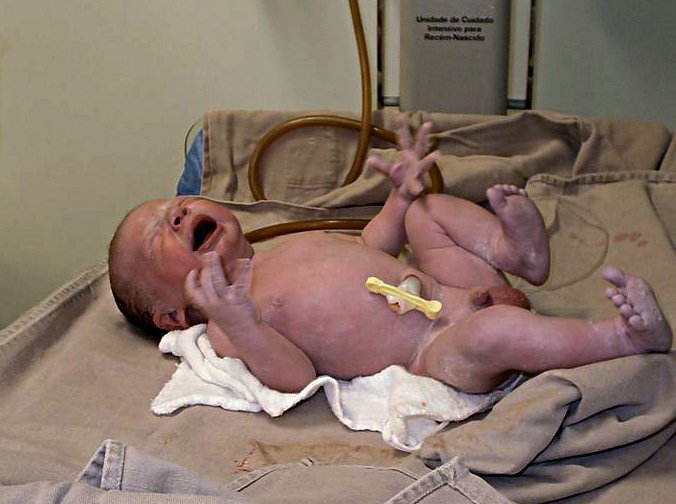
Las características físicas y neurológicas de un neonato permiten estimar su edad gestacional.

En neonatología, el test de Ballard es una técnica clínica comúnmente usada para el cálculo indirecto de la edad gestacional de un recién nacido. El test le asigna un valor a cada criterio de examen, la suma total del cual es luego extrapolado para inferir la edad gestacional del neonato. Los criterios se dividen en físicos y neurológicos y la suma de los criterios permite estimar edades entre 26 y 44 semanas de embarazo. Adicional a ello, la llamada nueva puntuación de Ballard (del inglés New Ballard Score) es una extensión de los criterios para incluir a los bebés que nacen extremadamente pre-términos, es decir, hasta las 20 semanas de embarazo.

## Características
El test de Ballard se fundamenta en los cambios intra-uterinos por los que pasa el feto durante su maduración y desarrollo. Mientras que los criterios neurológicos dependen fundamentalmente en el tono muscular, los criterios físicos se basan en cambios anatómicos. Aquellos recién nacidos con menos de 28 semanas de edad gestacional están en un estado de hipotonía fisiológico, el cual aumenta progresivamente a lo largo del período de crecimiento fetal, es decir, un bebé prematuro tendrá considerablemente menos tono muscular.
El test de Ballard es una simplificación del test de Dubowitz, el cual contiene 11 criterios físicos y 10 neurológicos.

## Criterios físicos
Los criterios físicos evaluados en el test de Ballard incluyen:
- Piel: maduración de la piel fetal evaluado por las estructuras intrínsecas de la piel con la pérdida gradual del vérnix caseoso.
- Oreja/ojos: el pabellón de la oreja cambia su configuración aumentando su contenido cartilaginosos a medida que progresa su madurez.
- Pelo: en la inmaduréz extrema, la piel carece de las finas vellosidades que la caracterizan, las cuales aparecen aproximadamente durante las semanas 24 o 25.
- Superficie plantar: relacionado con las grietas en la planta del pie.
- Esbozo mamario: el tejido en las mamas de los recién nacidos es notorio al ser estimulado por los estrógenos maternos dependiente del grado de nutrición fetal.
- Genitales masculinos: los testículos fetales comienzan su descenso de la cavidad peritoneana al saco escrotal aproximadamente durante la semana 30 de gestación.

## Criterios neurológicos
El test de Ballard evalúa 6 parámetros neurológicos basados en la madurez neuromuscular e incluyen:
1. Postura: el tono muscular total del cuerpo se refleja en la postura preferida por el neonato en reposo y la resistencia que ofrece al estirar los grupos musculares individuales.
2. Ventana cuadrada: la flexibilidad de la muñeca y/o resistencia al estirar los extensores son los responsables del ángulo resultante de la flexión de la muñeca.
3. Rebote del brazo: maniobra que se enfoca en el tono del bíceps midiendo el ángulo de rebote producido luego de una breve extensión de la extremidad superior.
4. Ángulo poplíteo: medición de la resistencia por el tono pasivo del flexor en la articulación de la rodilla durante la extensión de la pierna.
5. Signo de la bufanda: estudio de los flexores a nivel del hombro, llevando uno de los codos hacia el lado opuesto sobre el cuello.
6. Talón a oreja: maniobra que se enfoca en el tono pasivo de flexores en la cintura al resistir la extensión de los músculos posteriores de la cadera.

## Puntuación
Cada uno de los criterios en el test de Ballard, tanto físicos como neurológicos, reciben una puntuación desde 0 hasta 5. La puntuación total varía entre 5 y 50, con la correspondiente edad gestacional localizado entre 26 y 44 semanas. Un aumento de la puntuación de 5 corresponde a un incremento en la edad de 2 semanas. La nueva puntuación de Ballard permite valores de -1, por lo que es posible una puntuación negativa, creando un nuevo rango entre -10 y 50, extendiendo la edad gestacional prematura a las 20 semanas. A menudo se usa una fórmula para el cálculo de la puntuación total:
| Valoración de la edad gestacional | Valoración de la edad gestacional     | Valoración de la edad gestacional | Valoración de la edad gestacional             | Valoración de la edad gestacional     | Valoración de la edad gestacional          | Valoración de la edad gestacional | Valoración de la edad gestacional | Valoración de la edad gestacional | Valoración de la edad gestacional | Valoración de la edad gestacional | Valoración de la edad gestacional | Valoración de la edad gestacional | Valoración de la edad gestacional | Valoración de la edad gestacional |
| Adaptado de Dr. J. Ballard. | Adaptado de Dr. J. Ballard.           | Adaptado de Dr. J. Ballard.       | Adaptado de Dr. J. Ballard.                   | Adaptado de Dr. J. Ballard.           | Adaptado de Dr. J. Ballard.                | Adaptado de Dr. J. Ballard.       | Adaptado de Dr. J. Ballard.       | Adaptado de Dr. J. Ballard.       | Adaptado de Dr. J. Ballard.       | Adaptado de Dr. J. Ballard.       | Adaptado de Dr. J. Ballard.       | Adaptado de Dr. J. Ballard.       | Adaptado de Dr. J. Ballard.       | Adaptado de Dr. J. Ballard.       |
| Maduréz física | 0                                     | 1                                 | 2                                             | 3                                     | 4                                          | 5                                 |                                   | Puntaje de madurez                |                                   |                                   |                                   |                                   |                                   |                                   |
| --- | ------------------------------------- | --------------------------------- | --------------------------------------------- | ------------------------------------- | ------------------------------------------ | --------------------------------- | --------------------------------- | --------------------------------- | --------------------------------- | --------------------------------- | --------------------------------- | --------------------------------- | --------------------------------- | --------------------------------- |
| Piel | Gelatinosa, roja y transparente       | Lis, rosada y venas visibles      | Descamasión superficial, pocas venas          | Pálida, grietas raras venas           | Surcos profundos no hay venas              | Gruesa, surcos y arrugas          |                                   | 5 pts = 26 sem                    |                                   |                                   |                                   |                                   |                                   |                                   |
| Lanugo | No hay                                | Abundante                         | Más fino                                      | Áreas lampiñas                        | Casi todo limpio                           |                                   |                                   | 10 pts = 28 sem                   |                                   |                                   |                                   |                                   |                                   |                                   |
| Surcos plantares | No hay                                | Ligeras marcas rojas              | Solo surco transverso anterior                | Surcos en los 2/3 anteriores          | Surcos en toda la planta                   |                                   |                                   | 15 pts = 30 sem                   |                                   |                                   |                                   |                                   |                                   |                                   |
| Mamas | Apenas perceptibles                   | Areola plana sin relieve          | Areola punteada relieve: 1-2mm                | Areola elevada relieve: 3-4mm         | Areola llena relieve: 5-10mm               |                                   |                                   | 25 pts = 34 sem                   |                                   |                                   |                                   |                                   |                                   |                                   |
| Orejas | Pabellón plano queda plegado          | Pabellón blando despliegue lento  | Pabellón incurvado fácil de enderezar         | Formadas, firmes siempre enderzables  | Grueso cartílago oreja rígida              |                                   |                                   | 35 pts = 38 sem                   |                                   |                                   |                                   |                                   |                                   |                                   |
| Genitales (femenino) | Clítoris y labios menores prominentes |                                   | Labios mayores y menores igual de prominentes | L. mayores grandes menores pequeños   | Clítoris y menores cubiertos completamente |                                   |                                   | 45 pts = 42 sem                   |                                   |                                   |                                   |                                   |                                   |                                   |
| Genitales (masculino) | Escroto vacío sin arrugas             |                                   | Testículos en descenso pocas arrugas          | Testículos descendidos buenas arrugas | Testículos péndulos profundas arrugas      |                                   |                                   | 50 pts = 44 sem                   |                                   |                                   |                                   |                                   |                                   |                                   |
| Ballard JL, Khoury JC, Wedig K, et al: New Ballard Score, expanded to include extremely premature infants. J Pediatrics 1991; 119:417-423. |                                       |                                   |                                               |                                       |                                            |                                   |                                   |                                   |                                   |                                   |                                   |                                   |                                   |                                   |

## Otros métodos
La edad gestacional se puede estimar—antes del nacimiento—sabiendo la fecha de la última regla (FUR) o por el rastreo ecográfico. El uso de más de un método es de gran valor para eliminar el sesgo causado por la subjetividad del test de Ballard, en especial en observadores clínicos con poca experiencia. Por lo general, se espera que exista una reproducibilidad superior al 90% entre el método de Ballard y otros métodos indirectos del cálculo de la edad gestacional. Otras técnicas para la determinación indirecta de la edad gestacional incluyen:
- medición del vérmix cerebeloso y los diámetros anteroposterior y transverso del cerebelo
- detección de antígenos eritroides humanos
- métodos biométricos
- electroencefalografía y
- observación del cristalino mediante oftalmoscopia.